# Episodi di Oz (terza stagione)
La terza stagione della  serie televisiva Oz, composta da otto episodi, è stata trasmessa sul canale statunitense HBO dal 14 luglio al 1º settembre 1999.
In Italia, la stagione è andata in onda in prima visione su TELE+ Bianco dal 5 luglio al 23 agosto 2001. È stata trasmessa in chiaro dal 19 gennaio al 1º marzo 2007 su Italia 1.
| nº | Titolo originale              | Titolo italiano                            | Prima TV USA      | Prima TV Italia |
| -- | ----------------------------- | ------------------------------------------ | ----------------- | --------------- |
| 1  | The Truth and Nothing But     | Tutta la verità, nient'altro che la verità | 14 luglio 1999    | 5 luglio 2001   |
| 2  | Napoleon's Boney Parts        | Napoleone Buona Parte                      | 21 luglio 1999    | 12 luglio 2001  |
| 3  | Legs                          | Aids                                       | 28 luglio 1999    | 19 luglio 2001  |
| 4  | Unnatural Disasters           | Disastri innaturali                        | 4 agosto 1999     | 26 luglio 2001  |
| 5  | U.S. Male                     | Serpenti a sonagli                         | 11 agosto 1999    | 2 agosto 2001   |
| 6  | Cruel and Unusual Punishments | Delitti e castighi                         | 18 agosto 1999    | 9 agosto 2001   |
| 7  | Secret Identities             | Io chi sono                                | 25 agosto 1999    | 15 agosto 2001  |
| 8  | Out of Time                   | Buon anno                                  | 1º settembre 1999 | 23 agosto 2001  |

## Tutta la verità, nient'altro che la verità

Alvarez passa la terza stagione in isolamento

- Titolo originale: The Truth and Nothing But
- Diretto da: Nick Gomez
- Scritto da: Tom Fontana

### Trama
Il governatore Devlin stringe un accordo con la Weigart, una corporazione farmaceutica, per privatizzare il sistema sanitario carcerario e tagliare le spese. Come conseguenza Alvarez, sempre in isolamento, non può più avere i suoi antidepressivi. Inoltre le guardie non gli danno quasi mai da mangiare ne da bere, per rappresaglia a quello che fece a Rivera, costringendolo a bere la sua stessa urina. Wangler accoglie nel suo gruppo Malcolm Coyle ma su richiesta di Nappa mette alla prova la sua fedeltà. Adebisi è dimesso dal reparto psichiatrico pulito e sembra non volere tornare a drogarsi. Clayton Hughes, figlio di un AC collega di Glynn ucciso anni prima, è tra i nuovi assunti, anch'egli come agente di custodia. Tra i nuovi c'è anche Claire Howell, che seduce McManus alla prima occasione. O'Reily, tramite Jaz Hoyt, cerca di seminare zizzania tra i bikers e gli ariani per vendicarsi di Schillinger, ma il suo piano di far entrare un'arma in OZ da usare contro Vern fallisce miseramente. Said ha un colloquio con la sorella di Scott Ross, durante il quale sembra mostrare dei sentimenti verso la donna. McManus, dopo un brutto episodio che ha visto Metzger quasi strangolare Busmalis, per vendicarsi del tunnel crollato sulla testa di Mack e compagno di cella, mette in evidenza a Glynn che Metzger ha un passato controverso in gruppi di matrice nazista ed è inadatto al ruolo di supervisore che ricopre, ma il direttore, senza prove concrete, ha le mani legate. Beecher esce dall'infermeria dopo ben tre mesi, Keller vuole dimostrare il suo sincero pentimento e confessa la sua responsabilità dell'aggressione a McManus, nominando anche Metzger e Schillinger. Intanto all'ennesimo sopruso della guardia ariana, Beecher esplode e uccide Metzger tagliandogli la gola con le unghie che si era fatto crescere durante il ricovero.

## Napoleone Buona Parte
- Titolo originale: Napoleon's Boney Parts
- Diretto da: Matt Dillon
- Scritto da: Tom Fontana

### Trama
McManus sostituisce Metzger come supervisore delle guardie con l'amico Sean Murphy. Inoltre prende corpo l'idea di organizzare un torneo di boxe tra i detenuti. Malcolm Coyle confessa a Augustus qualcosa di terribile: è lui l'autore della strage familiare di cui parlano i giornali che non è stato mai preso dalle autorità. Hill sparge la voce, si fa raccontare più dettagliatamente la dinamica degli omicidi dallo stesso Coyle, che viene portato in isolamento in attesa che un'accusa venga formalizzata. Said non vuole che la sua fede venga messa in discussione, perciò brucia una foto personale che Tricia Ross gli aveva regalato. Intanto McManus ha un violento diverbio con la nuova guarda Claire Howell, con la quale ha un flirt, che è gelosa del rapporto stretto che l'uomo sembra ancora avere con Diane. Hughes convince Glynn a farsi trasferire tra i detenuti ma nel primo giorno di lavoro viene subito aggredito. Il figlio di Schillinger viene arrestato per possesso di droga. Keller torna a Em City ma viene subito pugnalato alla schiena e viene portato in infermeria. Adebisi convince McManus a poterlo far lavorare nel reparto malati di AIDS; in realtà il suo vero piano è attuare una vendetta contro Nappa: preleva del sangue da uno dei malati e punge con la siringa il braccio di Nappa, senza che questi si insospettisca di ciò che gli è appena stato fatto. Il Dr. Garvey, capo della Weigart, da alla Nathan due settimane di preavviso pre-licenziamento. Padre Mukada prova a confortare Alvarez, che continua a dare segni di squilibrio sempre più evidenti e viene fatto digiunare di proposito dalle guardie in cerca di vendetta per quello che ha fatto a Rivera, portandogli del cibo di nascosto, non ottenendo altro se non una reazione di collera da parte del latino che viene picchiato per l'ennesima volta. Sorella Peter Marie vuole organizzare un programma di incontro/perdono tra aggressori e vittime e vuole che Alvarez e Rivera siano i primi a parteciparvi. Intanto Miguel tenta di suicidarsi in cella.

## Aids
- Titolo originale: Legs
- Diretto da: Keith Samples
- Scritto da: Tom Fontana

### Trama
In seguito al tentato suicidio di Alvarez, la dr.ssa Nathan decide di denunciare quello che sta accadendo ai mass media, per mettere a tacere tutto Devlin licenzia Garvey e riassume Gloria. Hill è in custodia protettiva per aver fatto la soffiata su Coyle. Said e gli altri capi delle bande si accordano per proteggere Hill, e Nappa decide anche di far fuori Coyle. McManus e Glynn, in seguito a uno sciopero della fame di Said e compagni, sono costretti a concedere il cibo in cella la sera ai musulmani nel periodo di Ramadan. Howell prova a scusarsi per quel che è successo tra lei e McManus, che non accetta le scuse e la licenzia. Il torneo di boxe inizia con le vittorie di Pancamo e Cyril, nel secondo match Ryan mette dei narcotici nella borraccia di uno degli ariani, per falsare il match. Rebadow ha il diabete, dopo un malore decide che è arrivato il momento di vedere suo figlio e suo nipote, che non aveva mai visto e che non sapevano neppure fosse ancora vivo. Nappa scopre di avere l'HIV e viene trasferito in un altro braccio. L'arrivo di Andrew Schillinger, il figlio di Vern, a Emerald City, da a Beecher l'opportunità di vendetta che tanto aspettava. Intanto Clayton Hughes trova sempre più difficoltà a mantenere il controllo con i carcerati, e non Trova il rispetto che vuole dagli altri detenuti.

## Disastri innaturali
- Titolo originale: Unnatural Disasters
- Diretto da: Chazz Palminteri
- Scritto da: Tom Fontana e Bradford Winters

### Trama
Beecher fa amicizia col figlio di Schillinger. Howell denuncia McManus per molestie e viene riassunta. Said si rifiuta di nascondere ancora i suoi sentimenti per Patricia Ross. Alvarez accetta di incontrare Rivera e viene rilasciato dall'isolamento. O'Reily continua a truccare incontri di boxe per il facile guadagno. Hughes interviene in un litigio tra Alvarez e Hernandez usando un taser contro quest'ultimo. Come conseguenza viene trasferito in biblioteca. La sentenza di morte di Hanlon viene annullata, ma al suo ritorno a Em City viene brutalmente assassinato dal detenuto russo Nikolai Stanislofski, che gli taglia la gola nelle docce per vendicare Alexander Vogel. Nappa decide di confessare a Mukada tutto ciò che ha fatto in vita sua. Wangler riceve la notizia che sua moglie lo tradisce con un amico e che questi abbia anche messo le mani addosso al figlio nato da poco e  incarica l'amico Junior Pierce di far uccidere i due.

## Serpenti a sonagli
- Titolo originale: U.S. Male
- Diretto da: Steve Buscemi
- Scritto da: Tom Fontana e Bradford Winters

### Trama
Hamid Khan batte Wangler nell'incontro di boxe. Said incontra di nuovo Patricia Ross che lo informa che sta ricevendo delle chiamate minatorie per tenerlo lontano da lui. Un nuovo gangster russo, Yuri Kosygin, arriva a Oz. Wangler riceve la notizia della morte di sua moglie e dell'amante, mentre assiste al funerale Adebisi, tornato ormai se stesso, cerca di riprendere il controllo della banda organizzando un attacco ai danni di Pierce e di Poeta. McManus ha delle divergenze con la Nathan, che non accetta immediatamente di testimoniare in suo favore nel processo per molestie. Hughes vuol scoprire chi è l'assassino di suo padre, arrivando a prendersela con Rebadow, colpevole di non ricordarsi del fatto. Beecher consola Andrew, in crisi di astinenza. Durante una pausa pranzo Vernon prende in disparte Andrew e cerca di recuperare il rapporto con lui, venendo però respinto con violenza e finendo in buca. Andrew non vuole più saperne delle ideologie del padre, e Vern non può tollerare questo suo distacco dal padre. Tramite l'AC Lopresti, fa pervenire una dose di droga al ragazzo, ancora in isolamento. Il giovane non può resistere e la assume fino a morire per overdose.

## Delitti e castighi
- Titolo originale: Cruel and Unusual Punishments
- Diretto da: Terry Kinney
- Scritto da: Tom Fontana

### Trama
William Cudney, si rende conto che O'Reily usa l'idrato di cloralio per truccare i match, al rifiuto di darne ancora, Ryan paga Kosygin per ucciderlo. Sempre con l'aiuto di Ryan che mette nella borraccia dell'italiano dell'eroina, Cyril sconfigge Pancamo nel match finale. Stanislofsky prova a sbarazzarsi di Kosygin riferendo a Pancamo che è stato lui a drogarlo. Kosygin però riceve la notizia e attacca Stanislofsky, quasi uccidendolo, venendo mandato in buca. Nappa decide di scrivere le sue memorie con l'aiuto di un compagno di cella travestito, Nat Ginzburg. Pancamo decide che è arrivato il momento di sbarazzarsi di Nappa, in quanto le confessioni implicano rivelazioni sulle varie attività criminali della Mafia. Wangler, su suggerimento di McManus, decide di vedere il suo bambino, ma il vederlo piangere provoca in lui una reazione di rabbia e viene subito allontanato. Adebisi progetta di destituire McManus. Padre Mukada indaga sulla morte di Sam Hughes, interroga William Giles, che era presente al momento dell'omicidio, che gli riferisce che l'assassino è il direttore Glynn. Beecher chiede un consiglio spirituale a Said, che lo aggrega al gruppo. Hamid Khan disapprova fortemente questa decisione, e decide di estromettere Said e prendere le redini del comando.

## Io chi sono
- Titolo originale: Secret Identities
- Diretto da: Adam Bernstein
- Scritto da: Tom Fontana e Sunil Nayar

### Trama
Alvarez incontra Rivera e sua moglie, ma non riesce a dare una spiegazione logica al suo gesto. Sorella Peter Marie avverte che Keller la sta manipolando, così che possa convincerla di chiedere a Beecher di perdonarlo. Sapendo di essere attratta da Keller, comunica a Mukada la decisione di lasciare il convento. Carlo Ricardo, che era stato spedito in isolamento per non aver collaborato in un'indagine sulla droga, manca l'ultima visita di sua sorella, che si sta trasferendo. Glynn confessa a Padre Mukada di essere il responsabile della morte di Sam Hughes, a causa di una sua azione sbagliata dettata dall'impeto. Nappa viene ucciso da Ginzburg in accordo con gli italiani. La posizione di McManus si aggrava quando anche Wangler lo accusa, falsamente, di molestie. In realtà tutto fa parte del piano di Adebisi per destituirlo. L'esecuzione della Bellinger deve essere rinviata perché viene inaspettatamente trovata incinta. Nella seconda semifinale di Boxe Khan batte Cramer ai punti. Said suggerisce a Beecher di perdonare Keller e Schillinger; mentre Keller accetta le scuse e si riconcilia con lui, Schillinger attacca Tobias in palestra, pugnalandolo, Keller interviene pugnalando a sua volta Schillinger, quel punto tutti gli ariani e i musulmani intervengono in massa e si crea una rissa tale che solo le forze speciali riescono a sedare.

## Buon anno
- Titolo originale: Out of Time
- Diretto da: Barbara Kopple
- Scritto da: Tom Fontana

### Trama
Alvarez viene attaccato dai suoi compagni, che hanno paura che riveli a Glynn chi è stato a violentare la figlia Ardith. Alvarez si difende ed uccide Ricardo, per poi confessare al direttore che è stato proprio Ricardo ad abusare di lei. Sorella Peter Marie ha un incontro con la Bellinger, che le parla di visioni sataniche. Vista l'instabilità mentale della donna il governatore Devlin è costretto a commutarle la pena in ergastolo. Ryan viene scoperto da Murphy e non può truccare il match finale tra il fratello e Hamid Khan, ma riesce a spingerlo ugualmente alla vittoria facendogli pensare agli abusi del padre e scatenando in lui una violenza tale da mandare Khan KO e in coma irreversibile. Cyril picchia Ryan, ritenendolo responsabile di ciò che è successo. La moglie di Khan vuole che i macchinari che lo tengono in vita vengano spenti, ma in quanto prigioniero Glynn le comunica che non può farlo. La donna allora annuncia una causa per negligenza. Nell'ultima dell'anno le tensioni razziali aumentano: da una parte Schillinger e dall'altra Adebisi cercano di reclutare tutti quelli che hanno lo stesso colore di pelle, al di là delle diversità. Hughes, influenzato dalle parole di Adebisi, comincia ad avere la stessa visione dei detenuti neri ma una volta che prova ad esprirmerle a Glynn viene immediatamente licenziato. Hill prova a stare fuori dai conflitti razziali, ma una sua cacciata in buca per un episodio minore, rinfocola ulteriormente il malumore nella popolazione afroamericana, tanto da costringere Glynn e McManus a fare una serrata. Una volta in cella Adebisi trova una pistola, che gli ha lasciato Hughes prima di andarsene.